# Ostalpen
Ostalpen ist die Bezeichnung für den östlichen Teil der Alpen. Sie umfassen die Gebirgszüge östlich einer gedachten Linie vom Bodensee entlang des Rheins über den Splügenpass zum Comer See. Im Vergleich zu den Westalpen sind sie niedriger und sanfter, mit weniger hohen Pässen. Die Ostalpen durchziehen von der Schweiz und Liechtenstein aus ganz Österreich – von Vorarlberg bis hin zum Burgenland – und erreichen ungarisches Gebiet sowie den Nordrand Italiens bis nach Slowenien. Sie durchstreifen auch Deutschland, wo sie den gesamten Alpenanteil bilden.

## Einführung
Die Ostalpen sind niedriger als die Westalpen, ebenso erreichen die meisten ihrer Pässe nicht so große Höhen wie die der Westalpen. Der Alpenbogen im Osten verläuft weniger gekrümmt als der Westalpenbogen. Die Ostalpen zeigen in ihrem Westbereich eine stark südwestvergente Querfaltung, die sich bis Verona ausbaucht. Der Mittelteil ist deutlich ost-west-laufend gegliedert, diese Längstalfurchen der großen Alpenflüsse Inn, Salzach, Enns, Etsch/Eisack, Gail/Drau sowie Mur/Mürz, die den tektonischen Störungen folgen, zerlegen die Ostalpen in charakteristische Ketten. Gegen Osten fächern sich diese Ketten auf, die mehrere große Randbuchten umschließen (Wiener Becken, Grazer Becken und andere). Sie wenden sich im Norden, wo sie sich bis auf wenige Kilometer der böhmischen Masse nähern, nordöstlich gegen die Karpaten (bis zu 6 Kilometer in die Tiefe gesunken). In der Mitte taucht ein Ausläufer ins Pannonische Becken ab. Die Südketten wenden sich nach Süden und gehen nahe der oberen Adria in das Dinarische Gebirge über. Insgesamt sind die Ostalpen breiter und vielfältiger gegliedert als die Westalpen, sodass bei der Alpenüberquerung oft 2 bis 4 Pässe zu überwinden sind.
Die meisten der Ostalpenflüsse zeigen plötzliche Durchbruchstäler nach Norden oder Süden, die die Ostalpen auch in Längsrichtung in etliche Gruppen gliedern. Das größte inneralpine Senkungsfeld ist das Klagenfurter Becken. Die Ostalpen sind reich an Seen (Salzkammergut, Kärntner Seen) und Mooren. Der höchste Berg der Ostalpen ist der Piz Bernina, der mit 4048 Metern ihren einzigen Viertausender darstellt.
Folgende Staaten haben Anteil an den Ostalpen (gereiht nach Gebirgsfläche):
- Österreich: höchster Berg Großglockner, 3798 m ü. A., in der Glocknergruppe
- Italien: höchster in den Ostalpen gelegener Punkt La Spalla oder Spedla (südlichster Punkt des Gipfelgrats des Piz Bernina), 4018 m, in der Berninagruppe
- Schweiz: höchster Berg der Ostalpen Piz Bernina, 4048 m, höchster Gipfel in der Berninagruppe
- Deutschland: höchster Berg Zugspitze, 2962 m, im Wettersteingebirge
- Slowenien: höchster Berg Triglav, 2864 m, in den Julischen Alpen
- Liechtenstein: höchster Berg Grauspitz, 2599 m, im Rätikon.

Mit ca. 50 km² Flächenanteil am Ödenburger Gebirge sowie ca. 60 km² am Günser Gebirge hat auch Ungarn einen sehr kleinen Anteil an den Ostalpen (höchste Erhebung im Ödenburger Gebirge: Magas-bérc, 553 m ü. A., zur Hälfte noch in Österreich liegend; im Günser Gebirge: Geschriebenstein, 884 m ü. A., ebenso zur Hälfte noch in Österreich liegend).

## Gliederung der Ostalpen

### Geomorphologische Gliederung
Die Zuordnung in Nord-, Zentral- und Südalpen stützt sich auf die großen Längstalzüge. Diese folgen zwar oft den Gesteinsgrenzen, durchschneiden aber stellenweise die Zonen. Die Feineinteilung folgt meistens den Tälern. In den Ostalpen werden so die vorwiegend kristallinen Zentralalpen durch große Tälerlinien von den nördlich und südlich liegenden Systemen – insbesondere den Nördlichen und Südlichen Kalkalpen – getrennt.
- Die Nordalpen oder Nördliche Ostalpen (großteils Nördliche Kalkalpen) umfassen von Westen nach Osten das Bregenzerwaldgebirge, das Rätikon, das Lechquellengebirge, die Allgäuer, Lechtaler und Ammergauer Alpen, das Wettersteingebirge, das Karwendel- und das Rofangebirge, die Bayerischen Voralpen, das Kaisergebirge, die Loferer Steinberge, die Leoganger Steinberge, die Berchtesgadener Alpen, das Salzkammergut sowie die Niederösterreichischen Kalkalpen.
- Die Zentralalpen werden von Westen nach Osten unterteilt in Rätische Alpen (Berninagruppe, Silvretta u. a.), Ortler-Alpen, Verwallgruppe, Ötztaler Alpen, Zillertaler Alpen, Hohe und Niedere Tauern sowie Lavanttaler oder Norische Alpen, das Bachergebirge und das Randgebirge östlich der Mur. In ihnen verläuft der Alpenhauptkamm.
- Die Südalpen bestehen von Westen nach Osten aus: Bergamasker Alpen, Trienter Alpen, Dolomiten, Venetianer, Karnische und Julische Alpen sowie den Karawanken.

Anmerkung: Zu den hier gegebenen Untergruppen siehe Liste der Gebirgsgruppen in den Ostalpen (nach AVE) und unten zur Einteilungsproblematik im Allgemeinen.

#### Karten

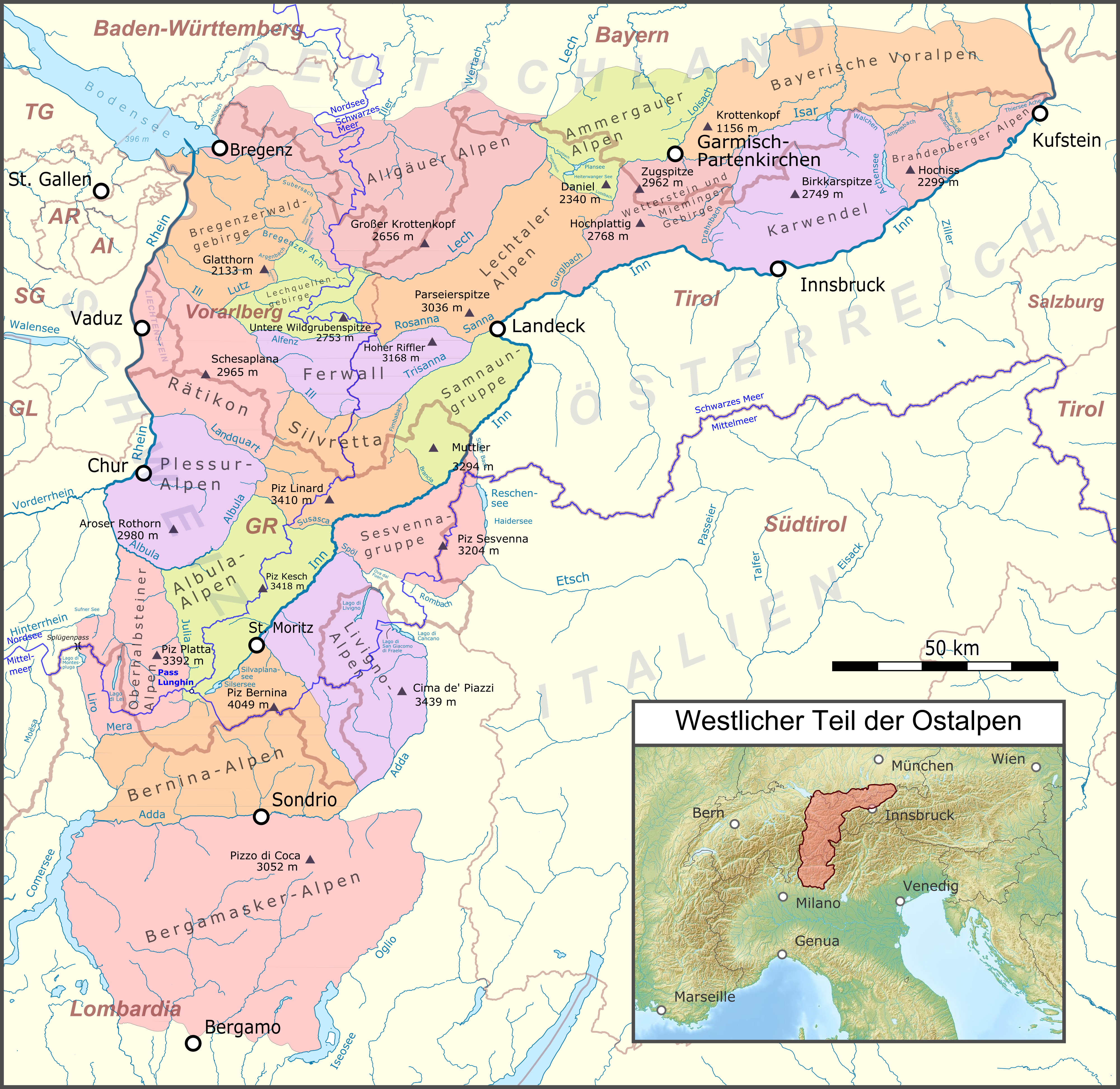
Ostalpen zwischen Bergamo und Kufstein
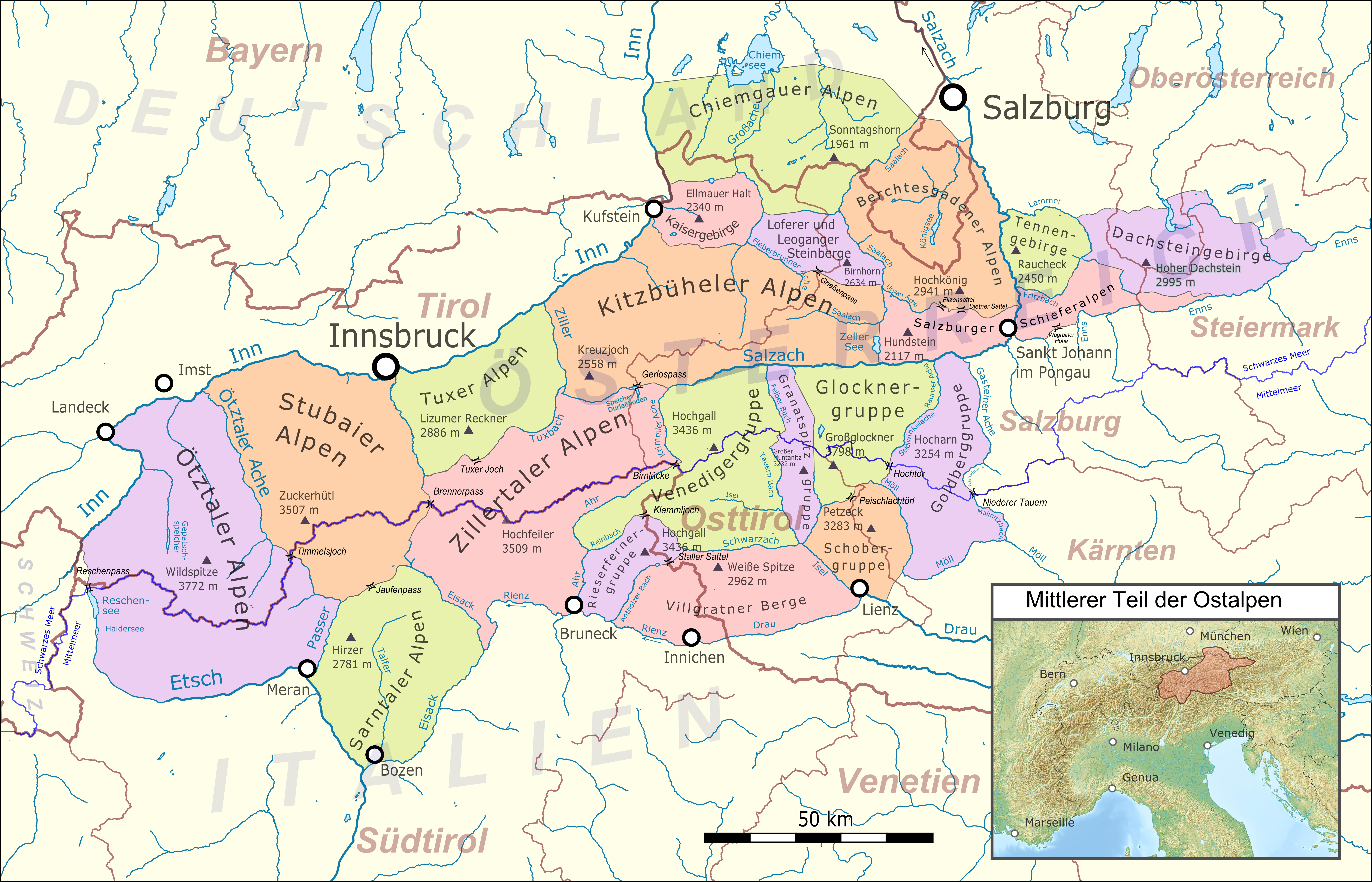
Ostalpen zwischen Reschenpass und Dachstein
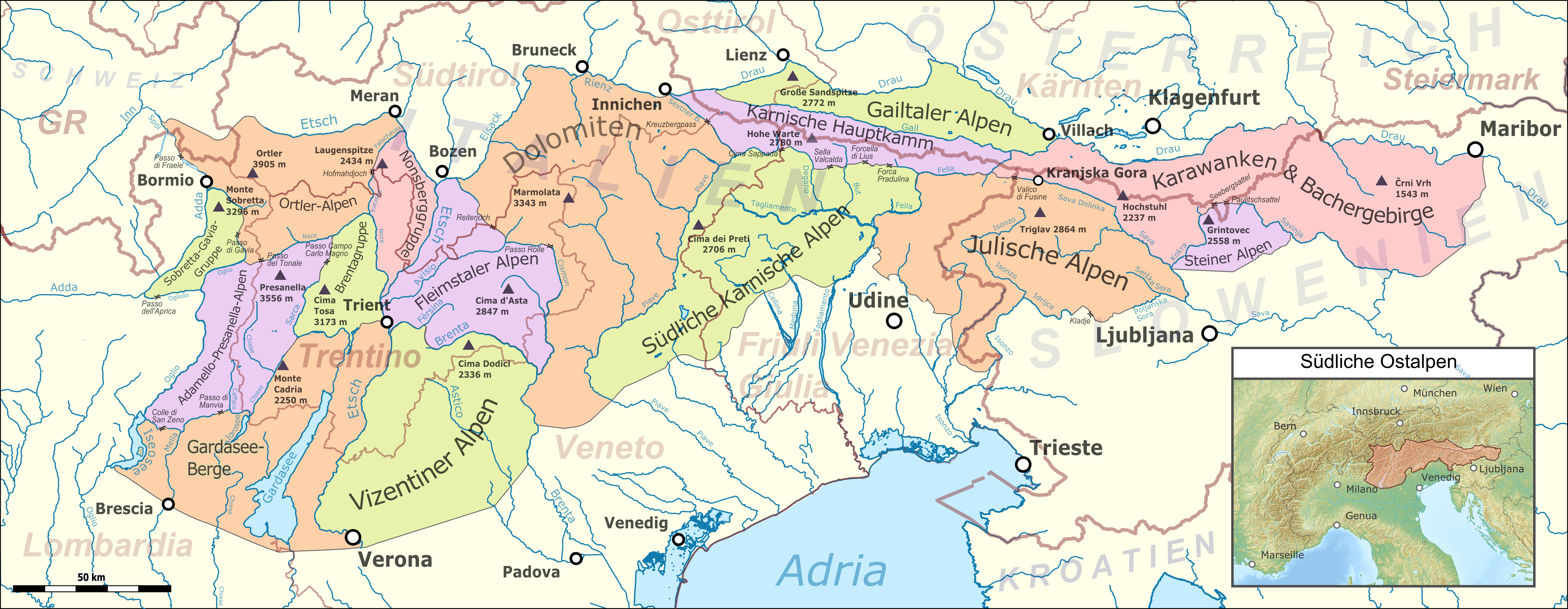
Südalpen (Südliche Ostalpen) zwischen Bormio und Maribor
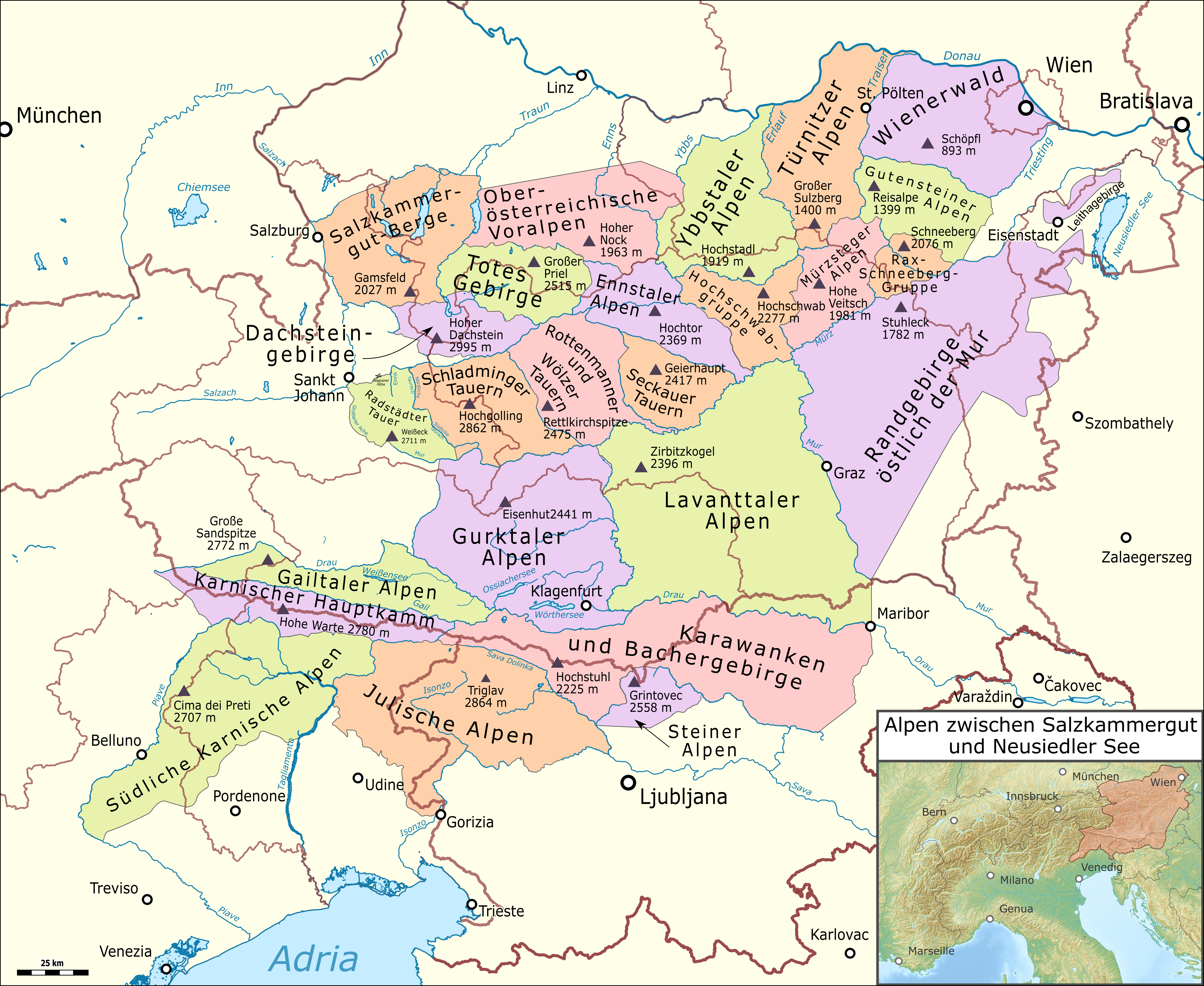
Ostalpen zwischen Salzkammergut und Neusiedler See

### Tektonische Gliederung

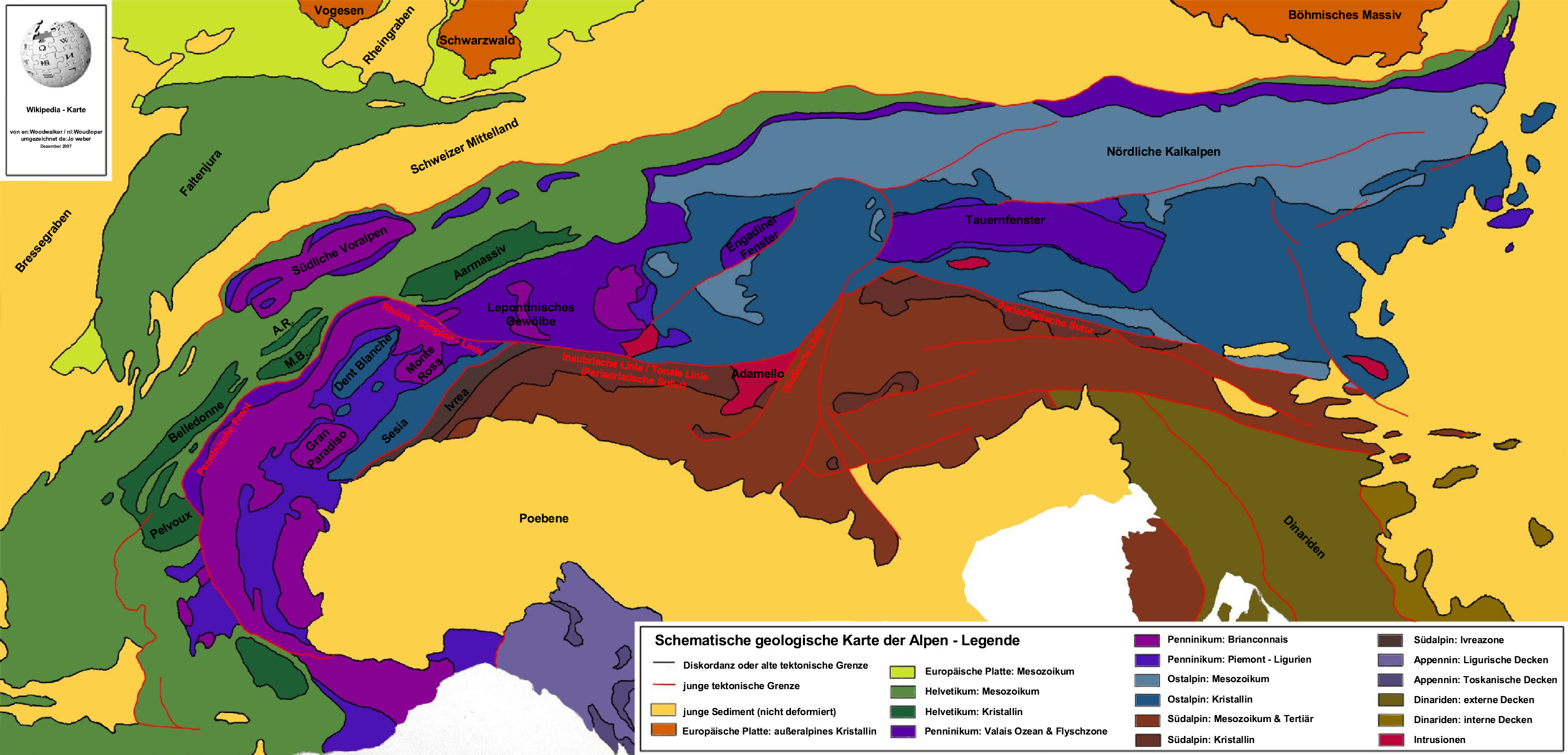
Vereinfachte geologische Karte der Alpen: Im Osten des Alpenbogens beißen überwiegend austroalpine und südalpine Einheiten aus.

Geologisch lassen sich die Alpen grob in drei Regionen untergliedern: Westalpen, Ostalpen und Südalpen.
West und Ostalpen sind hierbei aus ausgedehnten Deckensystemen aufgebaut, die mehr oder weniger weit über den europäischen Kontinentalrand nach Norden geschoben wurden:
- Helvetisches System (Helvetikum): Die helvetischen Decken treten nur am äußersten Nordrand der Ostalpen zu Tage (in den Westalpen wesentlich weiträumiger) und repräsentieren den europäischen Schelf. Sie wurden über relativ geringe Distanzen transportiert.
- Penninisches System (Penninikum): Die penninischen Decken repräsentieren ein ehemaliges, relativ schmales Ozeanbecken südlich des europäischen Schelfs, mitsamt einigen Kontinentalschnipseln. Sie sind auf das Helvetikum überschoben. In den Ostalpen treten sie fast nur in tektonischen Fenstern zutage, zum Beispiel im Unterengadiner Fenster im Westen Tirols und in Graubünden, im Tauernfenster im Osten Tirols und in Salzburg sowie im Fenster von Rechnitz (Günser Gebirge). Die penninischen Decken beinhalten unter anderem die Flyschzone (Sandsteinzone) und verschiedene kristalline Gesteine.
- Ostalpin: Das Ostalpin repräsentiert den nördlichen Schelf der mit Europa kollidierten Kontinentalscholle(n). Es wurde vermutlich über weite Distanzen transportiert, überdeckt in nahezu den gesamten Ostalpen das Penninikum und dominiert somit die dortige Geologie. So baut es die Nördliche Kalkzone (Nördliche Kalkalpen), die Schiefer- und Grauwackenzone, die kristalline Zone (Zentralzone, Zentrale Ostalpen), inmitten derer die penninischen Einheiten in den tektonischen Fenstern zutage treten, sowie die Gailtaler Alpen und den nördlichen Zug der Karawanken auf. In den Westalpen kommen ostalpine Einheiten nur als vereinzelte Deckschollen vor. Dies und die flächenmäßige Dominanz des Ostalpins im östlichen Teil des Alpenbogens sind die Hauptgründe für die geologische Unterscheidung in Ost- und Westalpen.

Südlich der Störungslinie Gailtal–Eisenkappel (Periadriatische Naht) treten die südalpinen und dinarischen Decken zutage, die, im Gegensatz zu Helvetikum, Penninikum und Ostalpin, nach Süden überschoben wurden. Die Transportdistanzen waren hierbei relativ gering. Tektonisch zählen alle Einheiten südlich dieser Naht, also fast die gesamten Südalpen, gemeinsam mit den Dinariden des Balkans zu einem eigenen System. Dies bedeutet, zusammengenommen mit den oben angeführten Punkten zum Deckenbau, dass weder der geographische Begriff ‚Alpen‘ noch der geographische Begriff ‚Ostalpen‘ einen in sich geschlossenen geologischen Komplex bezeichnet.

### Petrologische Gliederung
Nach Kriterien der Petrologie teilen sich die Ostalpen in sieben Gesteinszonen. Im Gegensatz zu den Westalpen schließen die Ostalpen keine parautochthonen Massen ein; sie sind ein Decken- und Faltengebirge, in dem westalpine Decken nur randlich und in geologischen Fenstern hervortreten.
- Sandsteinzone (Flyschzone) mit Molassezone – schmal im mittleren Bereich, sich gegen Westen und Osten verbreiternd
- Nördliche Kalkzone (Nördliche Kalkalpen) – Hauptmasse der Nordalpen
- Nördliche Schiefer–Grauwackenzone – Grundgebirge des Kalks, gebirgsbildend im Tirolisch-Salzburgischen und Steirisch-Niederösterreichischen
- Kristalline Zone – entspricht etwa dem Alpenhauptkamm bzw. den Zentralalpen
- Südliche Schiefer–Grauwackenzone – an der Südgrenze Österreichs
- Südliche Kalkzone (Südliche Kalkalpen) – großteils in Slowenien und Italien
- Südliche Sandsteinzone – kaum ausgebildet; in Italien

In Osttirol und Kärnten stimmen Deckengliederung und Gesteinszonen nicht überein. Die Gailtaler Alpen liegen nördlich der periadriatischen Naht, bestehen aber aus Kalkstein und werden daher meist zur südlichen Kalkzone (und damit zu den Südlichen Kalkalpen) gerechnet. Die Südliche Schieferzone wird in den Karnischen Alpen im Norden und Süden von Zügen der südlichen Kalkzone eingefasst.
Im Westen befindet sich eine auffällige S-förmige Krümmung der Gesteinszonen. Die kristalline Zone streicht in der Silvretta von Süden heran und biegt dort gegen Osten. Das Kalkgebirge des Rätikons liegt südlich der großen Längstalflucht. Das Etschtal südlich von Bozen ist dem Gesteinsstreichen nach ein Längstal. Die Kalkzone bildet im Bereich Gardasee einen charakteristischen Sporn, der sich Dutzende Kilometer südlich der sonstigen Südgrenze befindet.

### Zur Problematik der Alpenteilungen in Gebirgsgruppen

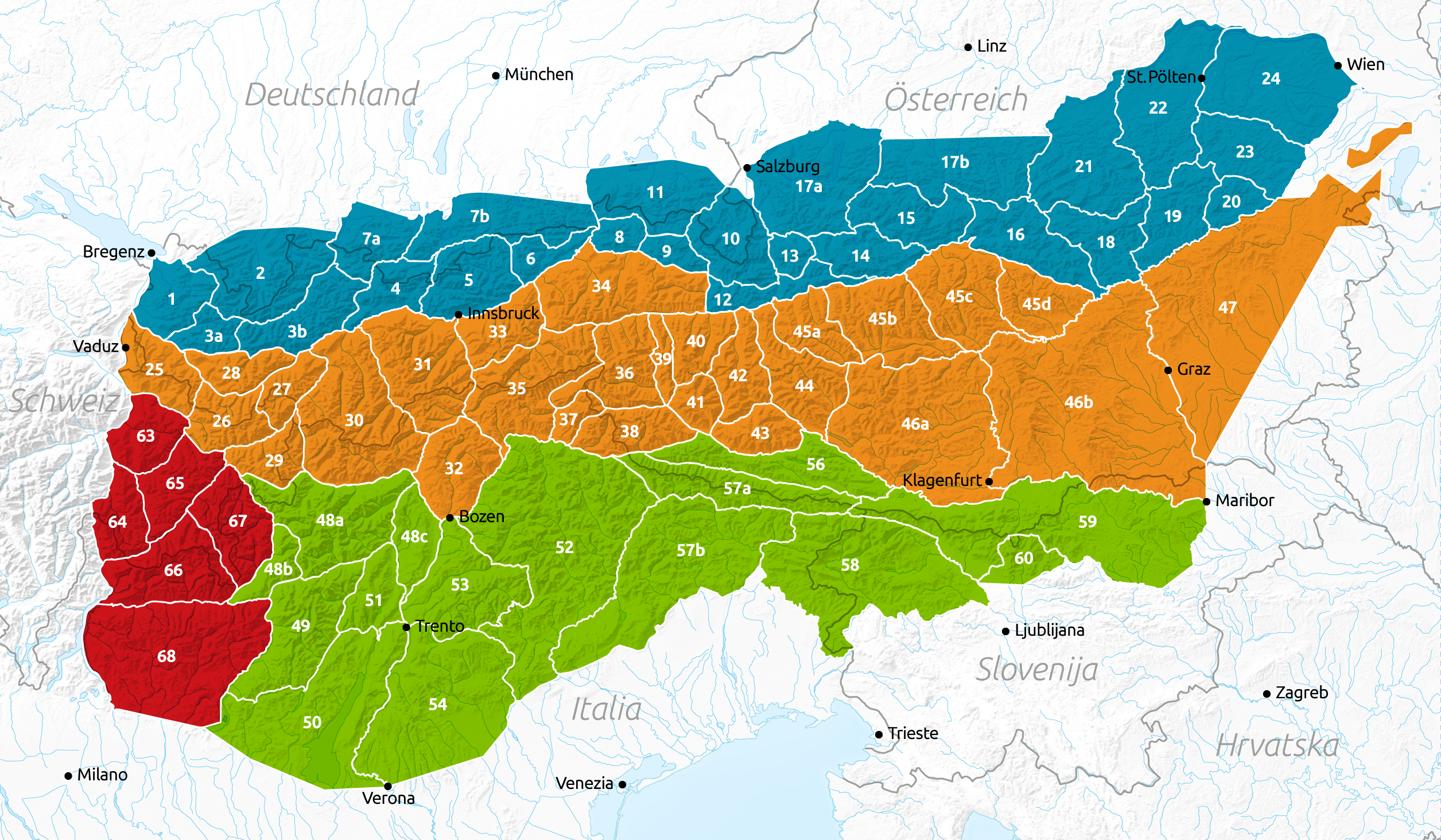
Die Alpenvereinseinteilung der Ostalpen

Eine international anerkannte Einteilung der Alpen in Untergruppen ist nach wie vor nicht vorhanden. In der Literatur des Alpinismus ist in Österreich, Deutschland und Südtirol die Alpenvereinseinteilung der Ostalpen von 1984, die auf einer Vierteilung der Ostalpen beruht, üblich. Der Schweizer Alpen-Club (SAC) teilt den Schweizer Alpenteil, auch den in den Ostalpen gelegenen Teil, der dort Zentralalpen genannt wird, in einer ersten Ebene entlang der Kantonsgrenzen (einem politischen Begriff), um geographische Einheiten abzugrenzen. In Österreichischen amtlichen und wissenschaftlichen Werken der Hydrographie ist allgemein die streng orographische Gebirgsgruppengliederung nach Hubert Trimmel in Verwendung. Die in Italien und Frankreich übliche Einteilung ist die Partizione delle Alpi 1926 für die ganzen Alpen. Ein neuerer Ansatz ist die Suddivisione Orografica Internazionale Unificata del Sistema Alpino (SOIUSA), die die AVE und die Partizione zu vereinen sucht. In anderen Staaten des Alpenraums oder außerhalb, sowie bei diversen Fach- und Interessengruppen, sind teilweise andere Umgrenzungen, Einteilungen, und Umgrenzungen von Untergruppen der Alpen gebräuchlich.

## Zonenabfolge in Nord-Süd-Richtung

### Nordalpen (Nördliche Ostalpen)

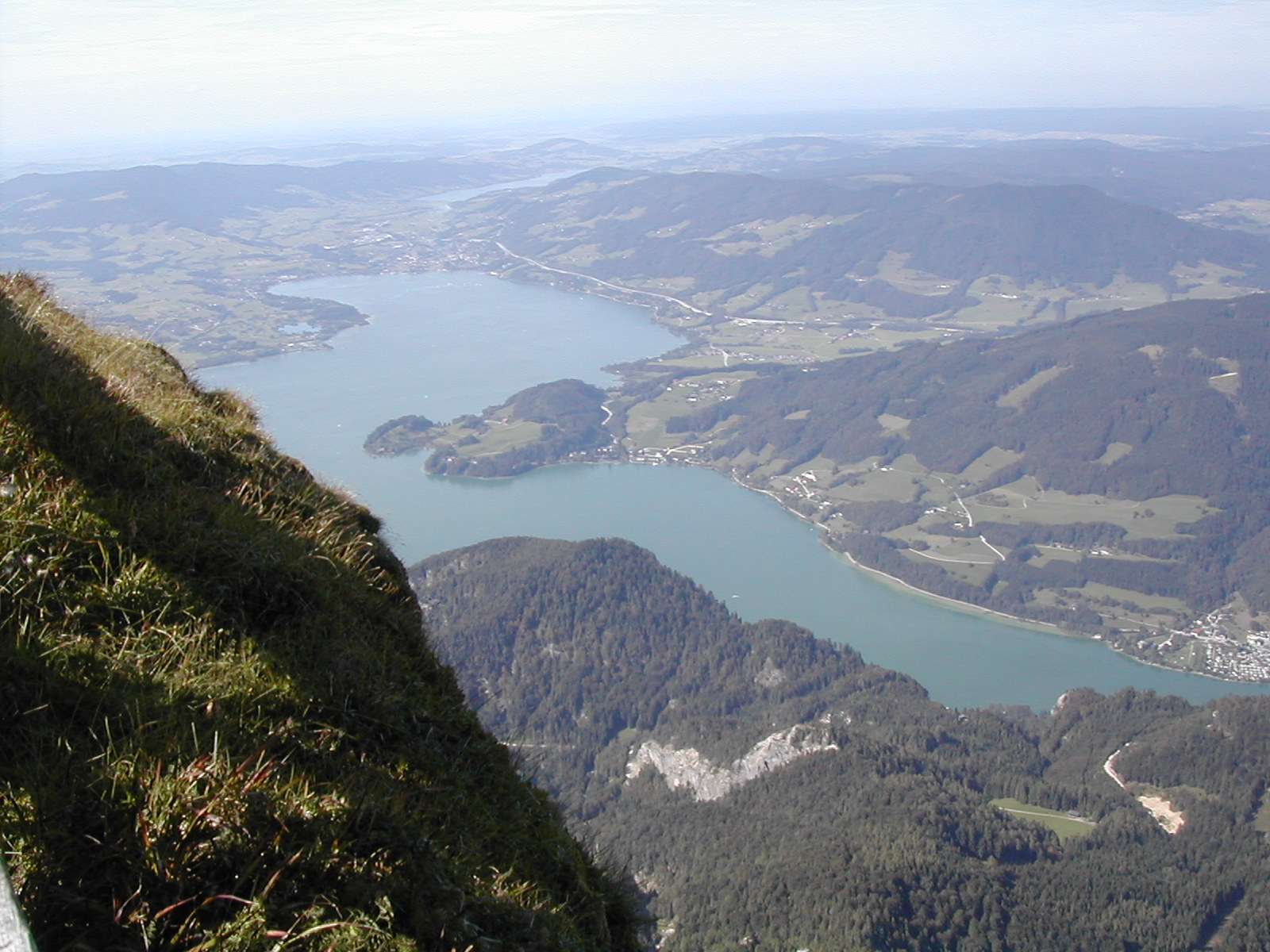
Blick vom Schafberg (Salzkammergut) über den Mondsee auf die Flyschberge, das nördliche Alpenvorland und die Randmoräne des Hausruck, in der Ferne die Böhmische Masse.

Die Nordalpen umfassen eine Molassezone, eine Sandsteinzone, die nördliche Kalkzone und den Hauptteil der nördlichen Schieferzone. Aus den beiden Ersteren und dem niedrigeren Teil der Kalkalpen bilden sich die Nördlichen Voralpen, der Rest der Kalkalpen die Kalkhochalpen, die teilweise schon vergletschert sind, im Süden schließt sich eine teils wieder mittelgebirgsähnliche Zone an.

#### Nördliche Sandsteinzone/Flyschzone und Molassezone
Die Sandsteinzone, auch Flyschzone genannt, besteht aus Gesteinen der Kreidezeit und des Alttertiärs. Sie erhebt sich deutlich über das Alpenvorland. Die Flyschzone ist relativ schmal (sie nimmt etwa ein Fünftel der Nordalpen ein), bildet verbreitert im Westen Teile des Bregenzerwalds, nach Osten zieht sie sich von der Salzach über die Salzkammergutberge, Eisenwurzen bis zum Wienerwald, dazwischen fehlt sie in manchen Abschnitten der Bayerischen Alpen fast gänzlich. Sie ist in Mittelgebirgscharakter ungefähr 1000 m hoch, erreicht im südlichen Bregenzerwald aber über 2000 m, wobei dort auch Anteile des helvetischen Systems aus der Schweiz herüberragen (Kalksteine wie am Hochifen und der Kanisfluh). Im Salzkammergut bildet die Grenze von Flysch und Kalk eine prägnante Deckenstirn aus (Drachenwand, Schafberg, Höllengebirge, Traunstein). Die Gesteine der Zone wie Flysche, Mergel und Tonschiefer sind wenig widerstandsfähig, sie bilden die für die Flyschzone typischen Rücken und Kuppen; im Westen auch Grate. Die Berge der Flyschzone tragen vorwiegend Laubmischwälder und Wiesen. Die oft mächtige, lehmige Verwitterungsdecke neigt zu Rutschungen und begünstigt durch den raschen Abfluss die Entstehung von Hochwässern.
Die Subalpine Molasse bildet den Nordrand der Alpen. Sie bildet sich aus den von den Alpen deformierten Molassen, also verfestigtem Erosionsschutt (Konglomerate) der frühen Alpen. Landschaftlich zeichnet sie sich mit Ausnahme des nördlichen Bregenzerwaldes und des Allgäus kaum ab, sondern bildet den Übergangsbereich von Alpen zum nördlichen Alpenvorland mit seiner Moränenlandschaft.

#### Nördliche Kalkalpen

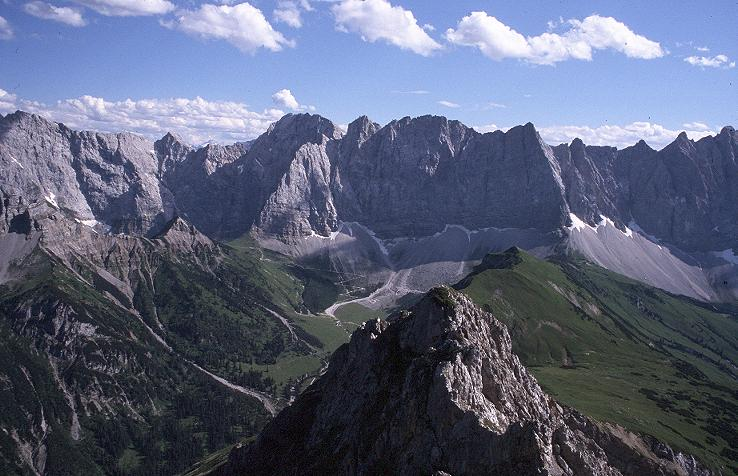
Blick auf die Karwendelhauptkette

Die nördlichen Kalkalpen bestehen aus mesozoischen Gesteinen (besonders Trias). Die Kalkalpen werden in die Kalkvoralpen und die Kalkhochalpen unterteilt.

##### Nördliche Kalkvoralpen
Die Kalkvoralpen bestehen aus Dolomiten und Kalken und sind ein Mittelgebirge mit Schneiden, Kegeln und Stöcken, welche bis zu 1600 m hoch werden können. Die nördlichen Kalkalpen sind vorwiegend von Fichtenmischwäldern bedeckt. Im Kalk entstehen Karsterscheinungen. Der wasserundurchlässige Dolomit hingegen ist stark zertalt, mit brüchigen Felsbildungen und Schutthalden aus feinem Grus versehen. In den Kalkvoralpen gibt es einzelne höhere Erhebungen wie den Ötscher oder das Sengsengebirge. Ihre Zuordnung zu den Voralpen oder den Kalkhochalpen ist jedoch strittig.

##### Nördliche Kalkhochalpen
Etwas südlich der Kalkvoralpen erstrecken sich die felsigen Kalkhochalpen, die vorwiegend aus Kalken (im Westen Wettersteinkalk, im Osten Dachsteinkalk) sowie Dolomiten bestehen.
Vom Wilden Kaiser gegen Westen bestehen sie vorwiegend aus wasserarmen Ketten, die steil geschichtet und mit Waldfluchten versehen sind. Außerdem sind die Kalkhochalpen mit Graten, Spitzen, Türmen, tief eingefressenen Karen und mächtigen Schutthalden versehen. Der Kettencharakter, der in den westlicheren Kalkhochalpen überwiegt, ist in den Lechtaler Alpen (mit dem höchsten Berg der Nordalpen), dem Wettersteingebirge und dem Karwendelgebirge besonders ausgeprägt.
Vom Zahmen Kaiser gegen Osten finden sich Kalkstöcke mit verkarsteten, wasserlosen, öden Hochflächen mit Karrenfeldern und Dolinen. Darauf wachsen weite Bestände von Legföhren (Latschen). Zwischen den Kalkplateaus liegt ein weitmaschiges Flussnetz in tiefen Tälern und Schluchten. Die Hochflächen zeigen eine buckelige, kuppige Altlandschaft (im Osten „Raxlandschaft“ genannt) und konservieren des flachere Relief der tertiären Alpen, das infolge der Verkarstung bei und nach Hebung des Gebirges nicht zerschnitten, jedoch eiszeitlich überformt wurde. Die östlichen Kalkhochalpen weisen Plateaucharakter auf. Viele Höhlen sind als Reste ehemaliger unterirdischer Entwässerung übrig geblieben. An der Basis der Kalkberge befinden sich Salz- und Gipslager, sowie Quellhorizonte (Karstquellen) über Schiefern.

#### Nördliche Schiefer–Grauwacken-Zone

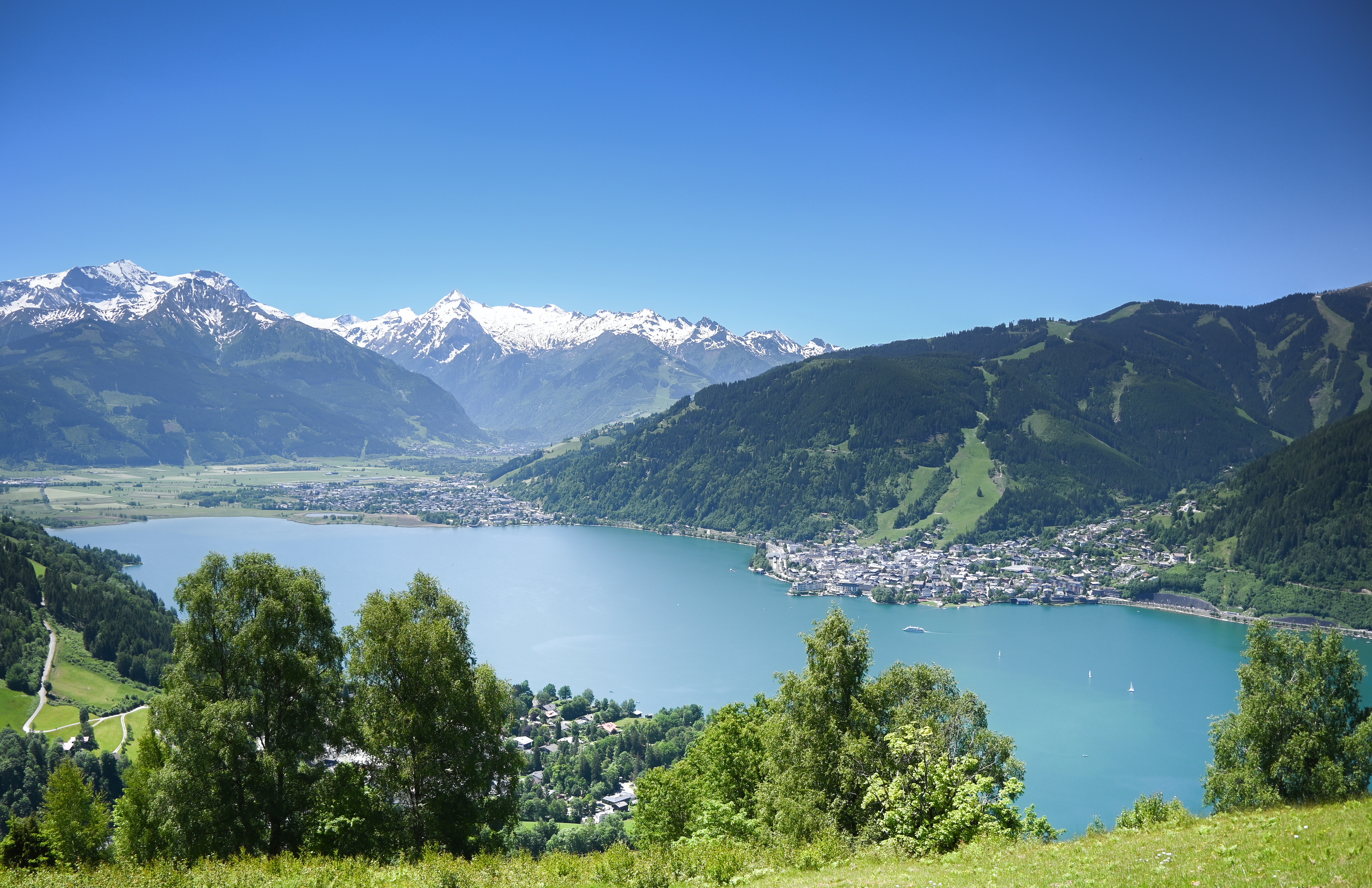
Blick über den Zeller See, rechts die Schmittenhöhe der Schieferalpen, gegenüber die Hohen Tauern (Kitzsteinhorn)

Die Schiefer–Grauwackenzone ist ein schmaler Streifen paläozoischer Schiefer, Sandsteine und Kalke. Im Westen zeigen die Schieferalpen (von der Bevölkerung als „Grasberge“ bezeichnet) almen- und quellenreiche Rücken und Schneiden, darüber stellenweise Grate und Spitzen in härteren Schiefern und Kalken: Kitzbüheler Alpen (Tiroler-) und Salzburger Schieferalpen. In der Grauwackenzone, etwa den Eisenerzer Alpen dominieren dagegen landschaftlich Kalkklötze. Die Schieferzone enthält Lager von Eisen- und Kupfererz, Magnesit, Graphit und Talk. Die Schieferalpen liegen großteils im Westen nördlich, im Osten (nach dem Dachsteinmassiv, wo sie nahezu unterbrochen ist) südlich der Längstalflucht, und werden daher dort meist zu den Zentralalpen gerechnet.

### Nördlicher Längstalzug
Der nördliche Längstalzug bildet die ungefähre Grenze zwischen Nord- und Zentralalpen. Sie verläuft weithin innerhalb der Schieferzone oder an ihrem Rande: Walgau (untere Ill) – Klostertal – Arlberg – Stanzertal – Inntal – Zillertal – Gerlospass (oder Inntal – Talfurche von Ellmau – Pass von Grießen – Saalachtal – Talwasserscheide von Zell – Salzachtal) – Wagrainer Höhe – (oder Fritztal) – Ennstal – Paltental – Schoberpass – Liesingtal – Murtal – Mürztal – Semmering – Schwarzatal. Der Talzug ist von Westen bis zum Schobersattel meist breit, eiszeitlich ausgestaltet und zeigt Schwemmkegel der Seitenbäche und Terrassen.

### Zentralalpen

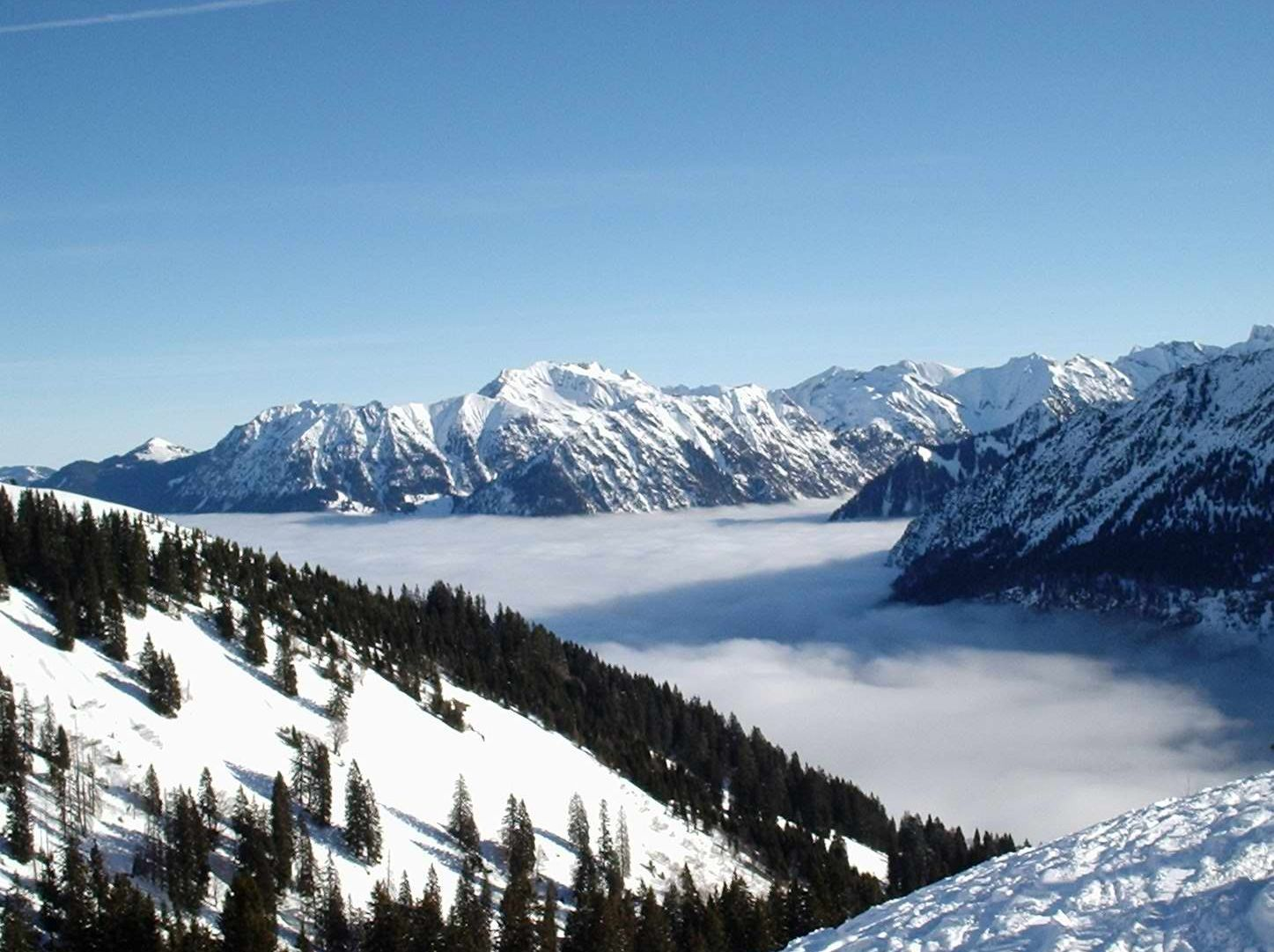
Fellhorn (Allgäuer Alpen)

Die Zentralalpen sind weitgehend identisch mit der kristallinen Zone, bestehend aus präkambrischen und paläozoischen Resten des Variszischen Gebirges („Altkristallin“) und dem Tauernkristallin. Sie sind hauptsächlich aus harten, wasserundurchlässigen Gneisen und Granitgneisen sowie Glimmerschiefern aufgebaut, stellenweise mit eingelagerten Kalkschollen (zum Beispiel südlich von Innsbruck) und Kalkbändern.
Die Zentralalpen sind reich an Quellen, Bächen und Karseen; im Westen weisen sie große Gletschergebiete auf (v. a. Hohe Tauern, Zillertaler, Stubaier und Ötztaler Alpen, Silvretta, Ortler, Bernina). Dabei bestehen deutliche Unterschiede in Höhe und Formenbild zwischen Westen und Osten der Zentralalpen:
Im Westen befindet sich die stark zerschnittene Silvretta- und Verwallgruppe mit schroffen „Hörnern“; die massigen, asymmetrischen Ötztaler und die Stubaier Alpen mit langen Seitenkämmen nach Norden sind stark vergletschert; hier liegen Wildspitze (zweithöchster Berg Österreichs); Weißkugel und Zuckerhütl (nach seiner Firnbedeckung benannt).
Östlich der Brennerfurche befinden sich fiederförmig angeordnete, langgestreckte Ketten, die wegen der Vergletscherungen auch als „Keesberge“ bezeichnet werden (Zillertaler Alpen und Hohe Tauern).
Weitere Eigenschaften der westlichen Zentralalpen und der Hohen Tauern (bis zum Katschberg) sind Pyramidengipfel, weite Firnfelder, die von Felsgraten getrennt werden; tiefer unten Kare mit Seen, zum Teil weite Karplatten; in Talanfänge reichende Gletscherzungen; tiefe, stufen- und wasserreiche Trogtäler; ausgedehnte Almmatten, Lärchen- und Fichtenwälder.
Im Gegensatz dazu sind die östlichen Zentralalpen niedriger und in mehrere Kämme aufgeteilt, zwischen denen sich Senkungsfelder befinden. Die Niederen Tauern sind heute unvergletschert, weisen jedoch glaziale Formen wie Kare und Karseen, Grate und Pyramidengipfel (besonders im widerstandsfähigen Granitgneis) auf. Südlich der Mur-Mürz-Furche überwiegen trotz Höhen über 2000 m die Mittelgebirgsformen: breite Rücken sind vermutliche Reste eines tertiären Flachreliefs und zeigen nur stellenweise Karbildungen. Ebenso sind mehr Matten- als Felsregionen und weite Fichtenwälder zu finden. Die Gurktaler Alpen werden im Südwestteil ihrer runden Formen wegen „Nockberge“ genannt.
Die östlichen Bergketten trennen sich gegen die Vorländer im Osten und Südosten hin charakteristisch in zwei Züge, deren einer nach Nordosten die nördlichen Kalkalpen begleitet, und einen südöstlichen Ast. Sie umschließen einige Senkungs- und Sedimentbecken, und große randalpine Becken, in denen Erdöl und Kohle gefördert wird (v. a. Grazer, Wiener und Fohnsdorfer Becken), und auch rezenter Vulkanismus zu finden ist (Steirisches Vulkanland, Raum Graz). Die Steirischen Randgebirge (Randgebirge östlich der Mur) reichen noch an die 2000 m heran und umfassen im Halbkreis die Grazer Bucht, die größte der randalpinen Becken, und enden nach der ungarischen Grenze in waldbedeckten Mittelgebirgsspornen. Im Nordosten grenzen sie ebenso wie der Wienerwald an die breite Senke des Wiener Beckens, wo die früheren Berge nun unter 2–6 km dicken Sedimentschichten liegen. Jenseits dieser Bruchzone bilden einige Inselgebirge (Leithagebirge und Hainburger Berge) eine Brücke zu den Karpaten. Zwischen ihnen drängt sich der Donaustrom durch die Hainburger Pforte in die Ungarische Tiefebene. Im Süden streifen die Zentralalpen in das Bachergebirge (Pohorje) Sloweniens aus. Nach Osten hin taucht das Zentralalpin in die Pannonische Tiefebene ab – und der Tiefe findet es sich noch bis in den ungarischen Donauraum.

### Südalpen bzw. Südliche Kalkalpen

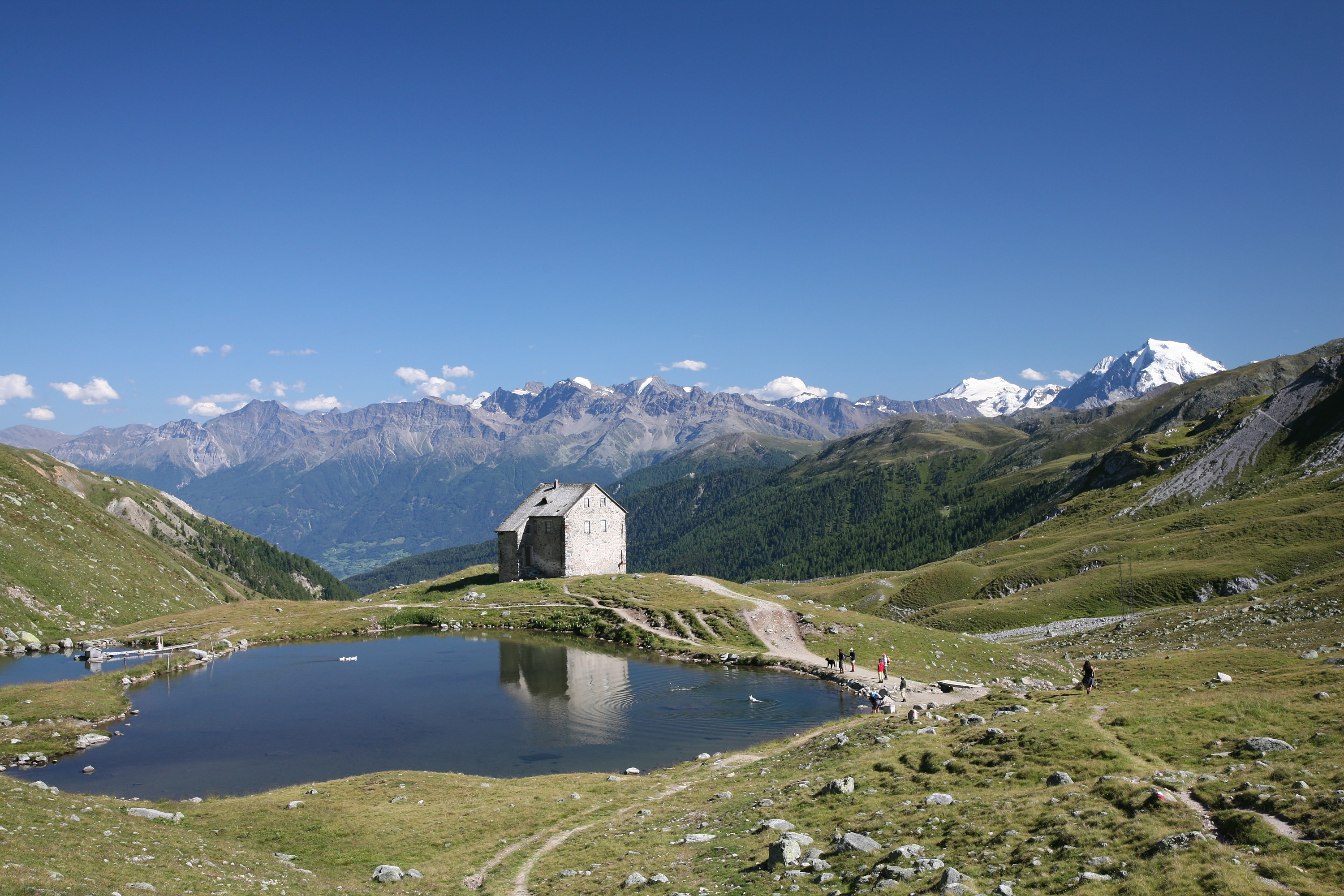
Blick vom Schlinigtal auf die Ortler-Alpen, ostalpine Gesteine, aber Teil der Südalpen

Am Nordrand der Südalpen liegt der Längstalzug, der eine durchwegs auch geologisch signifikante Grenze darstellt, noch innerhalb der Kalkzone. Zusätzlich sind die in den Nordalpen ausgeprägten nichtkalkigen Zonen im Süden weit weniger verbreitet, sodass die Begriffe Südliche Ostalpen, Südalpen und Südliche Kalkalpen einen ähnlichen, aber nicht deckungsgleichen Raum bezeichnen. Am Westende erstreckt sich das Kristallin bis weit nach Süden, sodass hier die Bergamasker Alpen, die großteils nicht zu den Südlichen Kalkalpen gehören, zu den Südalpen zu rechnen sind, aber von der AVE den Westlichen Ostalpen zugeschlagen werden. Auch im Osten werden ostalpine kristalline Massen wie das Bachergebirge, das südlich der Drau liegt, aus geographischer Sicht teils den Südalpen zugeordnet.

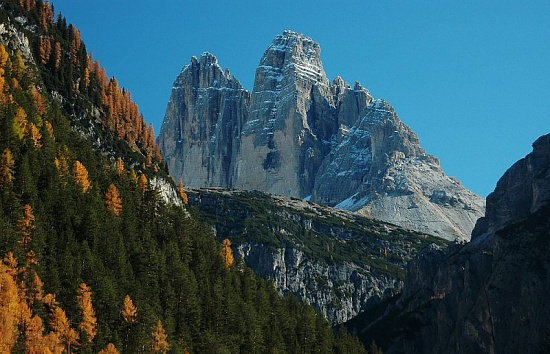
Drei Zinnen (Südtirol)

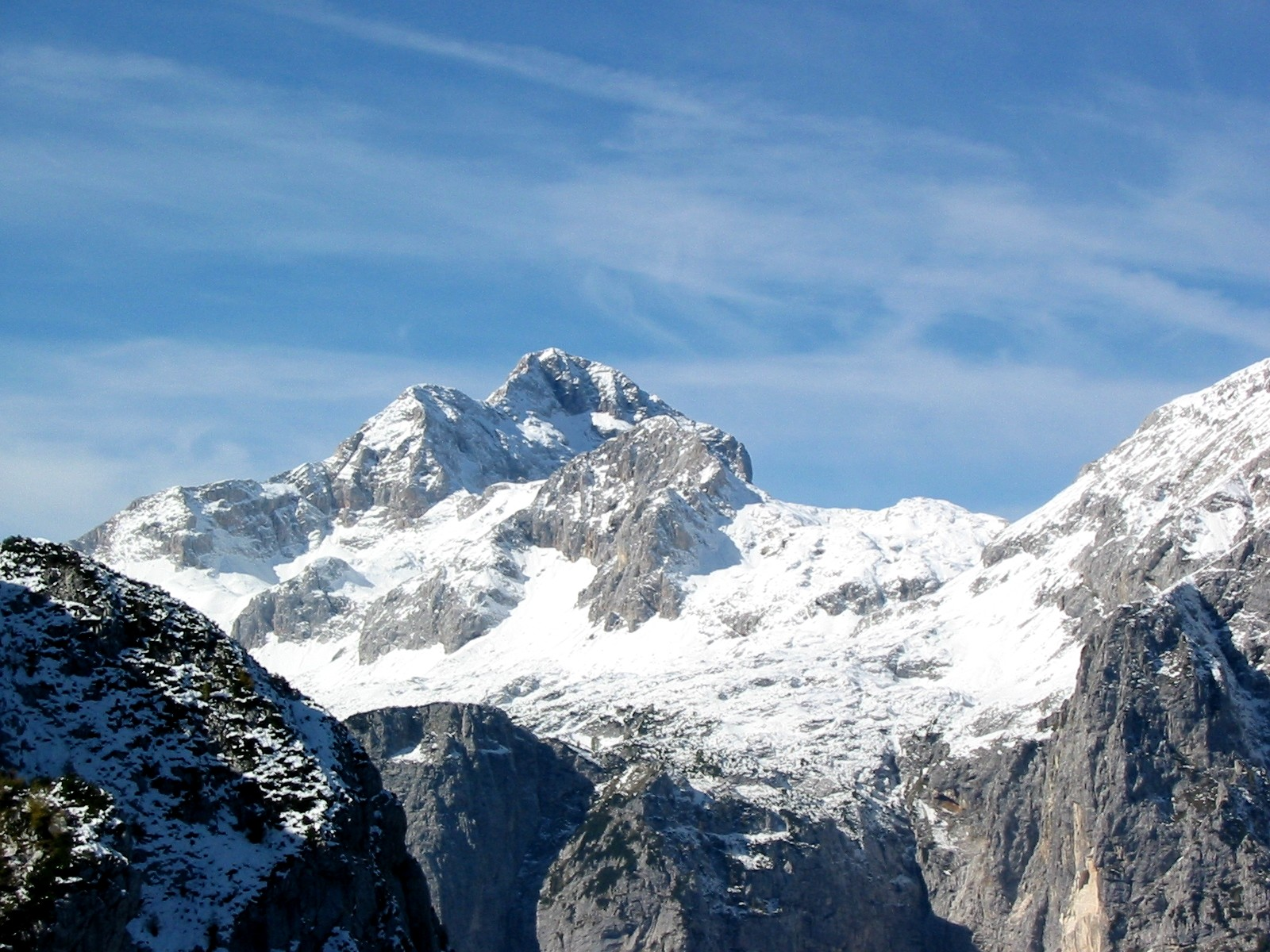
Triglav (Slowenien)

Die südlichen Ostalpen sind nicht so deutlich breitenkreisparallel gegliedert wie die Nordalpen. Infolge der S-förmigen Krümmung streichen Gesteinszüge in Südtirol von Süden heran. Das tief zerschnittene Bozener Porphyrplateau geht im Norden in die kristallinen Sarntaler Alpen über. Östlich schließen die südlichen Kalkalpen aus mesozoischen Gesteinen an: In den Dolomiten und benachbarten Gebirgsgruppen bilden formenreiche Riffkalke und die namensgebenden Dolomite Zinnen, Türme, Stöcke (Marmolata). Davor befinden sich almenreiche Vorberge aus Schiefer. Östlich der Gailitzfurche befinden sich die Kalkketten der Karawanken (Hochstuhl), unter deren Felsmauern sich meist dichter Fichtenwald mit relativ wenig Almen befindet. Der Südzipfel Österreichs erreicht noch die Steiner Alpen, südwestlich davon liegen die Julischen Alpen.

#### Südlicher Längstalzug
Der südliche Längstalzug bildet die Grenze zwischen Zentral- und Südalpen und wird durch die Störungslinie der periadriatischen Naht gebildet. Sie verläuft vom Pustertal (Rienztal – Toblacher Feld – oberes Drautal) durch das geradlinige Tal der Gail und das Drautal weiter in das Klagenfurter Becken bis ins Tal der Mieß/Meza. Der Längstalzug ist über weite Strecken glazial verbreitert und mit großen Schwemmkegeln und nassen Talböden durchzogen.
Nördlich des Gailtals und damit tektonisch noch im Ostalpin liegen die Gailtaler Alpen aus Kalk und Dolomit, sie gipfeln in den wild zerrissenen Lienzer Dolomiten und enden im Osten in einem Plateauberg (Dobratsch); sie gehören damit jedoch petrographisch schon zu den Südlichen Kalkalpen und gemäß AVE zu den Südlichen Ostalpen.

#### Südliche Schieferzone
Die südliche Schieferzone ist keine Längszone mehr, sondern bildet nur ein eingeschlossenes, mehr oder minder kompaktes Areal. Sie besteht aus den Karnischen Alpen, mit gerundeten Schieferbergen und -sätteln, die von schroffen Klötzen und Zähnen aus paläozoischen Kalken überragt werden (Hohe Warte).

#### Südliche Sandsteinzone
Die südliche Sandsteinzone (Flysch) ist nur in den Lombardischen Alpen zwischen Comer See und Iseosee (Südabdachung der Bergamasker Alpen), in den Venetianer Alpen (Belluneser Voralpen, Südteile der südlichen Karnischen Alpen) zwischen Brenta und Tagliamento, und ganz im Osten im friulanisch-slowenischen Grenzgebiet und im Tal des Isonzo (Soča) zu finden. Im Trentino und den Gardaseebergen taucht der Kalk direkt in die Poebene ab.